# Катлар
Катлар (фр. Catllar) насеље је и општина у јужној Француској у региону Лангдок-Русијон, у департману Источни Пиринеји која припада префектури Прад.
По подацима из 2011. године у општини је живело 718 становника, а густина насељености је износила 89,53 становника/km². Општина се простире на површини од 8,02 km². Налази се на средњој надморској висини од 338 метара (максималној 771 m, а минималној 288 m).

## Демографија
| 1962. | 1968. | 1975. | 1982. | 1990. | 1999. | 2011. |
| ----- | ----- | ----- | ----- | ----- | ----- | ----- |
| 344   | 353   | 535   | 617   | 692   | 639   | 718   |

График промене броја становника у току последњих година